# Sadriddin-Ainij-Museum
Das Sadriddin-Ainij-Museum ist ein Museum in der usbekischen Stadt Samarkand, das dem tadschikischen Dichter Sadriddin Ainij (1878–1954) gewidmet ist.

## Gebäude
Das Gebäude, in dem heute das Museum untergebracht ist, stammt aus dem 18. Jahrhundert und liegt in unmittelbarer Nähe des prächtigen Platzes Registan. Mit Unterbrechungen lebte Ainij in der ersten Hälfte des 20. Jahrhunderts circa 35 Jahre mit seiner Familie in dem Gebäude. Zuvor hatte er auf Grund von Konflikten mit Alim Khan, dem damaligen Emir von Buchara, die Stadt Buchara verlassen müssen.
Im Jahr 2017 wurde das Museum für zwei Jahre geschlossen, um notwendige Renovierungsarbeiten durchzuführen.

## Ausstellung

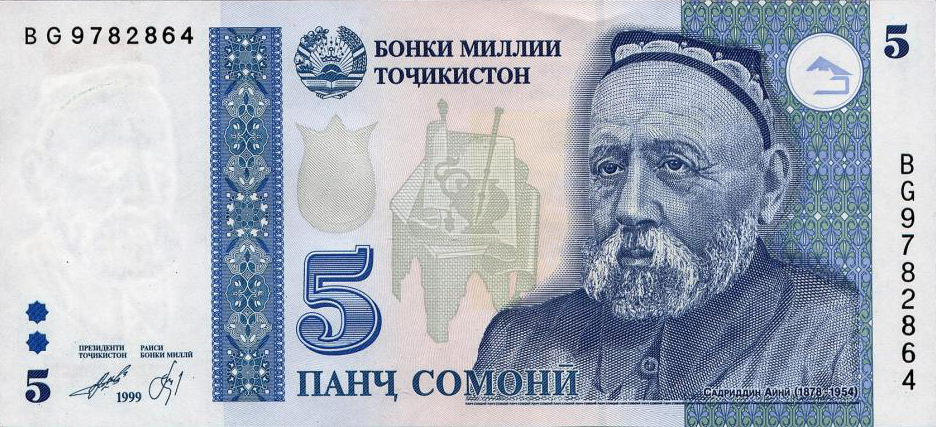
Sadriddin Ainij auf dem 5-Somoni-Schein

Die Ausstellung im Sadriddin-Ainij-Museum soll Einblicke in das Leben und Werk des bekannten Dichters geben. Fotos, Plakate und die originale Einrichtung zweier Arbeitszimmer Ainijs vermitteln Eindrücke eines Intellektuellenhaushalts im Samarkand des frühen 20. Jahrhunderts. Zudem wird Ainijs Wirken in Verbindung mit anderen Schriftstellern seiner Zeit gesetzt. Führungen werden in russischer Sprache angeboten.